# Puntada
Una puntada es el método de asegurar el hilo, atravesando con una aguja u otro instrumento puntiagudo un material textil al coser o bordar para fabricar prendas de vestir o cualquier tipo de artículo que necesite confección.

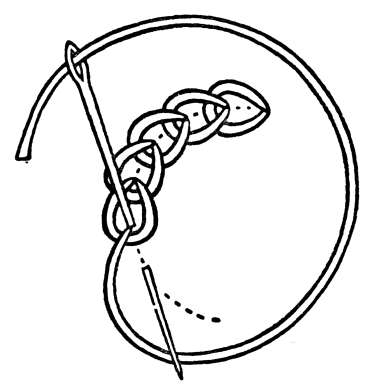
Puntada de cadeneta.

Existen muchos tipos de puntadas, las más comunes o básicas:
- Hilván
- Pespunte manual
- Puntada de cadeneta
- Puntada de cruz
- Puntada de realce
- Pespunte o punto cadena normalmente realizada por una máquina de coser.

Las puntadas, como método de unir dos trozos de material entre sí se remontan a la prehistoria. Se realizaban con agujas de madera, roca o hueso y hebras vegetales o de piel de animales.